# 山口敏太郎タートルカンパニー
山口敏太郎タートルカンパニー（やまぐちびんたろうタートルカンパニー）は、千葉県船橋市に本社を構える企業。出版・映像の制作、作家、漫画家、ライター、イラストレーターのマネージメント業務を行っている。代表取締役社長は山口敏太郎こと間敏幸が務める。
元々は、山口敏太郎の個人事務所として1996年に創業。山口敏太郎の業務の拡大に伴って書籍の編集・デザイン業務を請け負うようになり編集プロダクションになった。その後、書籍の付録であったDVDの撮影・編集を行うようになり、web番組の制作も行っている。作家、漫画家、ライター、女優や芸人などが所属する。

## 所属タレント、作家、漫画家、ライター

### ライター
- 山口敏太郎
- 中沢健
- すぎたとおる
- 光益公映
- 神谷充彦
- 松代大本営
- 前世滝沢馬琴
- ふりーらいたー古都奈
- 桜木ヒロキ
- 中津川昴（対法人業務をマネージメント）
- ヒラヤーマン
- おかゆう
- 紀川弘之
- 香里

### イラストレーター
- 増田よしはる
- sel
- アートギャラリーハギオ
- 福島のゴンベッサ
- コロル
- 槇戸耀春
- ストネイジ

### 漫画家
- 箱ミネコ
- 呂古スカル

### 怪談師
- 山口敏太郎
- 渋谷泰志
- 中沢健
- 亀楽堂
- コロル
- 志月かなで
- 藍上
- 夏目夢子
- 神沢美雨
- 石橋玲
- 芳燈れい
- Yoshino
- レムリアmana
- 福島のゴンベッサ
- 能傍タルツ
- 占い男爵バロン
- 鷹信夫(死去)

### 霊能者
- 中津川昴
- あーりん
- 出雲天鳥
- 宇丹生かぐら
- 神林龍光
- 菊実仔
- 神道呈命
- ちかみつ
- 東野泰山
- レムリアmana
- ムササビ太郎
- 占い男爵バロン
- 鷹信夫(死去)

### ヒプノテラピー
- 近藤ひかる
- 鳴海月香

### UFO/UMA研究家
- 山口敏太郎
- 武良 信行
- 中沢健
- 中津川昴（対法人業務をマネージメント）
- ちかみつ

### パフォーマー
- 藍上
- 飯山満さん42才
- キャプテン船橋
- 口裂け女
- 椎茸の妖精どん子
- 十四代目トイレの花子さん
- 津田の六右衛門
- 剣幻妖斎
- 妖怪だるだる
- ロックンロールミイラ

### ミュージシャン・俳優
- 志月かなで
- 夏目夢子
- 水色赤
- レムリアmana
- 山口龍太郎

### タレント/芸人
- アキタカ

### スピリチュアルプロジェクト参加霊能者/占い師/カウンセラー
- あーりん
- コロル
- 宇丹生かぐら
- 菊実仔
- ちかみつ
- 出雲天鳥
- 櫻まりな
- 神道呈命
- 結〜光凛・芳燈〜
- 近藤ひかる
- 鳴海月香
- ムササビ太郎
- レムリアｍana
- リエ
- 山村あゆみ
- タマル悠

### カメラ
- 中村昭代

### 動画撮影、編集
- 穂積昭雪

## 山口敏太郎タートルカンパニーが制作した作品

### 書籍
- 辰巳出版「U-spirits」
- 笠倉出版「本当にいる宇宙人完全ファイル」

### 雑誌
- 徳間書店「アトランティア」
- 東光社「月刊たまゆら」

### WEB番組
- スティックカムTV「疋田紗也のしあわせになりたい」
- スティックカムTV「疋田紗也のしあわせになりたい2011」
- ステックカムTV「健康万歳」
- DMM.com「W大学」アイドルとオカルトの番組
- バンブーチャンネル「心霊レポートVTR」

### ラジオ番組
- 山口敏太郎の日本大好き（尾張東部放送、愛知北エフエム放送、podcast）
- アトラスラジオ
- サブカルハローワーク
- 未確認プロレス